# Macairea rufescens
Macairea rufescens är en tvåhjärtbladig växtart som beskrevs av Dc.. Macairea rufescens ingår i släktet Macairea och familjen Melastomataceae. Inga underarter finns listade i Catalogue of Life.